# (4279) De Gasparis
(4279) De Gasparis – planetoida z grupy pasa głównego asteroid okrążająca Słońce w ciągu 3 lat i 234 dni w średniej odległości 2,37 j.a. Została odkryta 19 listopada 1982 roku w Osservatorio San Vittore. Nazwa planetoidy pochodzi od Annibale de Gasparisa (1819-1892), włoskiego astronoma, odkrywcy dziewięciu asteroid. Przed nadaniem nazwy planetoida nosiła oznaczenie tymczasowe (4279) 1982 WB.